# Agromyza illustris
Agromyza illustris är en tvåvingeart som beskrevs av Spencer 1977. Agromyza illustris ingår i släktet Agromyza och familjen minerarflugor. Inga underarter finns listade i Catalogue of Life.